# Памятник Сталину (Киев)

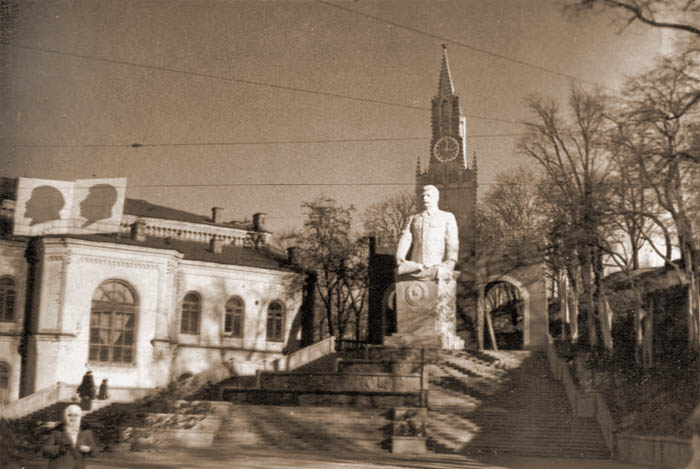
Временный памятник И. В. Сталину в Киеве. 1952 г.

Памятник Сталину — монумент в честь генерального секретаря ЦК ВКП (б) Иосифа Виссарионовича Сталина.
Первый памятник был построен в конце 1930-х годов. На площади III-го интернационала у входа в парк на месте, где стоял памятник императору Александру II, а впоследствии памятник «Красноармейцу — защитнику народных масс», была установлена бетонная 5-метровая скульптура И. Сталина. Разрушена в 1941 г. во время нацистской оккупации Киева.
В начале 1950 г. на той же площади, которой дали название площадь Сталина (ныне Европейская площадь)
, был установлен временный памятник, который в будущем должны были сделать более монументальным.
В 1956 году, после XX съезда КПСС, этот памятник демонтировали.
Неподалеку в Пионерском парке в 1950-х годах также существовали скульптурные памятники Сталину и Ленину, и Сталину и Горькому.
Все памятники Сталину во время десталинизации были демонтированы в 1956—1961 годах.